# Montipora verrucosa
Montipora verrucosa är en korallart som först beskrevs av Jean-Baptiste Lamarck 1816.  Montipora verrucosa ingår i släktet Montipora och familjen Acroporidae. IUCN kategoriserar arten globalt som livskraftig. Inga underarter finns listade i Catalogue of Life.